# Armando Peraza

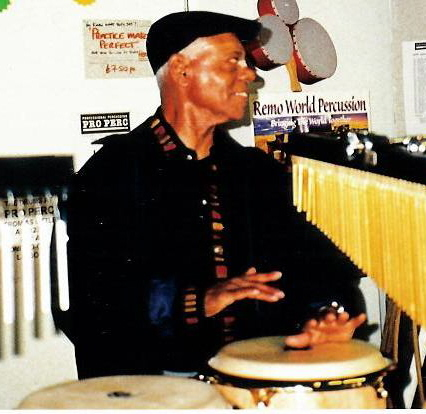
Armando Peraza (1999)

Armando Peraza (* 30. Mai 1924 in Havanna, Kuba; † 14. April 2014 in San Francisco, USA) war mit Chano Pozo und Tito Puente einer der Pioniere der afrokubanischen Musik. Durch seine langjährige Arbeit mit dem Jazzpianisten George Shearing und dem Gitarristen Carlos Santana war er einer der bekanntesten lateinamerikanischen Perkussionisten der 1950er bis 1990er Jahre. Er spielte insbesondere Bongos und Congas, außerdem tanzte und komponierte er auch.

## Karriere
Mit sieben Jahren wurde Peraza zum Waisen. Er brachte sich mit dem Verkauf von Gemüse, professionellem Baseball, boxte und dem Training von Boxern durch. Seinen ersten professionellen Auftritt als Musiker hatte er mit Alberto Ruiz. Er erarbeitete sich einen Ruf als Perkussionist und Tänzer mit Havannas kleinen Bands oder „conjuntos“, die berühmteste davon war Ruiz’ Conjunto Kubavana.
1949 wanderte er mit seinem Freund, dem Congaspieler Mongo Santamaría, in die Vereinigten Staaten aus. In New York nahm Peraza seine erste Platte mit Charlie Parker und Buddy Rich auf. Mit seinem Landsmann Slim Gaillard spielte er in New York im November 1949 eine Session, aus der eine virtuose Aufnahme auf „Bongo City“ hervorging. Nach einer Zeit in Mexiko-Stadt kehrte er in die USA zurück und ließ sich an der Westküste nieder. Hier arbeitete er mit Dizzy Gillespie und mit Gaillard und einer afro-kubanischen Tanzrevue im Cable Car Village Klub, die unter anderem Errol Flynn, Marlon Brando und Rita Hayworth als Gäste hatte.
In San Francisco traf er den britischen Pianisten George Shearing, mit dem er an der Spitze der Erfolgswelle der afro-kubanischen Musik stand. In der Zeit mit Shearing begann Peraza zu komponieren. Shearing entwickelte aus Perazas Ideen Stücke wie „Te arranco la cabeza“, „Mambo in Chimes“ und „Mambo in Miami“. Sie standen damit im Mittelpunkt des „mambo craze“, einer Zeit, in der diese Musik in den USA sehr populär war, und Peraza stand stark im öffentlichen Interesse, was damals für einen Afrokubaner ungewöhnlich war.
Auf einer Tour durch die USA mit Shearing kam Peraza immer wieder unangenehm mit Rassismus in Berührung. Während eines Aufenthalts 1959 in Miami mit Shearing und Peggy Lee durfte er nicht im selben Hotel wie die anderen Bandmitglieder schlafen. Shearing und Lee konnten sich nur durchsetzen , indem sie drohten, den Auftritt abzusagen.
Peraza spielte auch mit dem Vibraphonisten Cal Tjader; sie nahmen das berühmte Lied „Guachi Guaro“ auf, das später in der Londoner Acid-Jazz-Klubszene neuen Anklang fand. 1959 nahm Peraza mit Mongo Santamaria und dem Congaspieler Francisco Aguabella das 'Mongo'-Album auf, dessen Lied „Afro-Blue“ durch John Coltranes Version zum Jazzstandard wurde.
1968 nahm er das Soloalbum „Wild Thing“ mit dem Skye Label auf, auf dem der Pianist Chick Corea und der Saxophonist Sadao Watanabe zu hören sind. Bereits 1959 hatte er auf dem Album ‘More Drums on Fire’ mit seinem Meisterstück ‘Artistry in Rhythm’ auf Congas und Bongos einen Standard gesetzt.
Anpassungsfähigkeit und ein offener Geist sind Kennzeichen von Perazas Herangehensweise, so dass er in den späten 1960er Jahren als einer der ersten lateinamerikanischen Perkussionisten Congas zu einem Rockstück spielte, und zwar 1968 auf Harvey Mandels „Cristo-Redentor“-Album.
1972 trat Peraza der Band von Santana bei, der er fast zwanzig Jahre lang angehörte; als Perkussionisten hatte er Kollegen wie Chepito Areas und Orestes Vilató. Einige seiner Kompositionen wurden von Santana aufgenommen, unter anderem „Gitano“ auf dem Album „Amigos“ und das vom Jazz beeinflusste Stück „Mandela“ auf dem Album „Freedom“. Seine Congasolos sind in den Stücken „Hannibal“ („Zebop!“), „Bambele“ und „Bambara“ (beide auf „Viva Santana“) und „Mother Africa“ („Welcome“) zu hören. Bongodarbietungen sind insbesondere auf „La Fuente Del Ritmo“ („Caravanserai“), „Flor de canela“ und „Promise of a Fisherman“ (eine Sequenz auf „Borboletta“) präsent. John Santos bezeichnete einmal Peraza als „den vielleicht größten Bongosero in der Geschichte des Instruments.“
Peraza verließ Santana 1990, kam aber 1992 noch einmal für ein Konzert nach Santiago de Chile vor über 100.000 Zuhörern. Das Video „Viva Santana“ enthält einen Teil mit einer Congaimprovisation von Peraza aus dem Jahr 1985.
Peraza lebte in San Mateo, gab Workshops und spielte auf Jazzfestivals in aller Welt. 2005 spielte er auf einem Album des Musikers John Santos aus der San Francisco Bay Area. Santos’ „20th-Anniversary“-Set enthielt auch „El Changüí De Peraza“, das Perazas Bongospiel hervorhebt. 2002 unternahm Peraza eine Reise nach Kuba, die ersten nach über 50 Jahren.
Im Juli 2006 trat Peraza mit 82 Jahren zusammen mit Santana beim Montreux Jazz Festival in der Schweiz auf. Im August 2006 spielte er auf dem San José Jazz Festival in Kalifornien mit dem Julius Melendez Latin Jazz Ensemble und gab einen Kurs mit Raul Rekow und Karl Perazzo, die beide aus der Santana-Band herstammen.

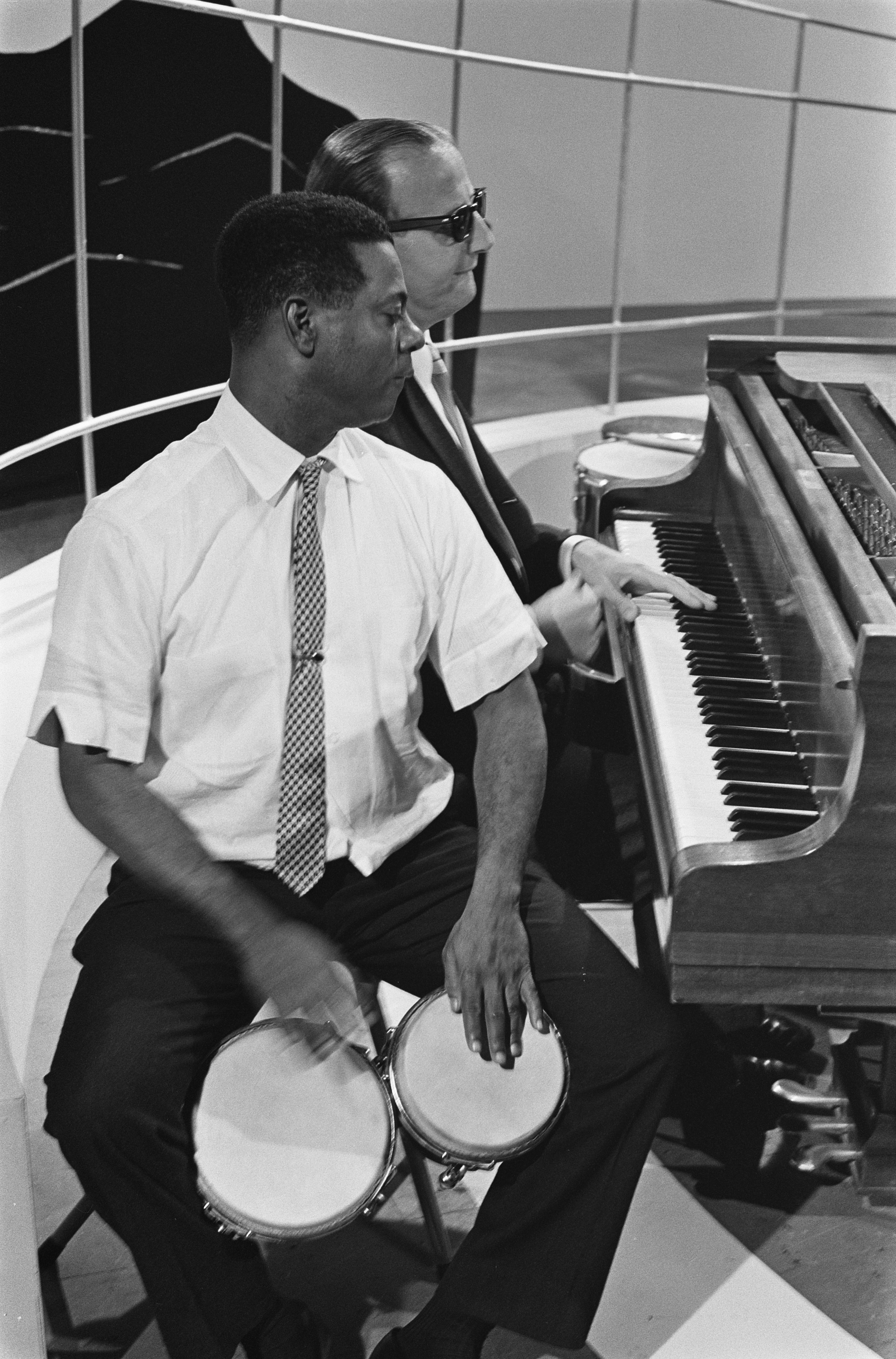
Armando Peraza mit George Shearing

## Diskografie
Als Solist:
'More Drums on Fire’ (World Pacific 1959 – zwei Stücke auf einer LP mit verschiedenen Musikern)
'The Soul of Jazz Percussion’ (Warwick 1960 – drei Stücke auf einer LP mit verschiedenen Musikern) – als CD unter dem Titel Donald Byrd & Booker Little: ‘The Third World’ (Collectables, 1999)
‘Wild Thing’ (Skye 1968)
‘R.O.A.R.’ (Tabu 1985)
1940er Jahre:
Conjunto Kubavana - ‘Rumba en el patio’ (Tumbao 1994 – Neuveröffentlichung der Aufnahmen 1944–1947)
Machito - ‘Cu-Bop City’ (Roost Records 1949) Slim Gaillard - ‘Laughing in Rhythm’ (Proper 2003 – CD Box Neuausgabe)
1950er mit George Shearing:
'An Evening With George Shearing’ (MGM 1955), ‘Shearing in Hi-Fi’ (MGM 1955), ‘George Shearing Caravan’ (MGM 1955), ‘The Shearing Spell’ (Capitol 1955), ‘Velvet Carpet’ (Capitol 1956), ‘Latin Escapade’ (Capitol 1956), ‘Black Satin’ (Capitol 1957), ‘In the Night’ (Capitol 1958 – George Shearing and Dakota Staton), ‘Burnished Brass’ (Capitol 1958), ‘Blue Chiffon’ (Capitol 1958), ‘Latin Lace’ (Capitol 1958), ‘George Shearing on Stage’ (Capitol 1959), ‘Latin Affair’ (Capitol 1959), ‘Beauty and the Beat’ (Capitol 1959 – George Shearing and Peggy Lee), ‘On the Sunny Side of the Strip’ (Capitol 1959), ‘Satin Affair’ (Capitol 1959), ‘White Satin’ (Capitol 1960), ‘The Swinging’s Mutual’ (Capitol 1961, George Shearing and Nancy Wilson), ‘Mood Latino’ (Capitol 1962), ‘San Francisco Scene’ (Capitol 1962), ‘Love Walked In’ (Jazzland 1962 – George Shearing and The Montgomery Brothers), ‘Rare Form’ (Capitol 1965), ‘Latin Rendezvous’ (Capitol 1965)
1950er und 60er mit Cal Tjader:
‘Vibist’ (Savoy 10’ 1954), ‘Ritmo Caliente’ (Fantasy 1954), ‘Mas Ritmo Caliente’ (Fantasy 1957), ‘In A Latin Bag’ (Verve 1961), ‘Soul Sauce’ (Verve 1964), ‘Soul Bird’ (Verve 1965), ‘El Sonido Neuvo’ (Verve 1966), ‘Along Comes Cal’ (Verve 1967), ‘Cal Tjader Plugs In’, (Skye 1969), ‘Latin + Jazz = Cal Tjader (Actual Jazz 1993 – CD reissue), ‘Jazz ‘Round Midnight’ (Verve 1996 – compilation), ‘Talkin Verve: Roots of Acid Jazz’ (Verve 1996 – compilation)
Sessions mit Mongo Santamaría:
‘Mongo’ (Fantasy 1959), ‘Mongo’s Way’ (Atlantic 1971), ‘Mongo At Montreux’ (Atlantic 1971), ‘Afro Roots’ (compilation, RCA 1972), ‘Skin On Skin – The Mongo Santamaria Anthology’ (Rhino 1999)
Jazz Sessions in den späten 1950ern / frühen 1960ern:
Victor Feldman - ‘Latinville’ (Cont 1959); Freddie Gambrell - ‘Mikado’ (World Pacific 1959); Randy Weston - ‘Uhuru Africa’ (Roulette 1960) Modesto Duran – ‘Fabulous Rhythms of Modesto’ (Raynote 19??); Hector Rivera – 'Viva Rivera' (Columbia / Epic 1961); Candido Camero – 'Candido's Comparsa' (ABC – Paramount 1963); Buddy Collette & Charles Kynard - ‘Warm Winds’ (World Pacific 1964)
Richtung Latin-Rock in den späten 1960ern:
Lalo Schifrin - ‘Che!’ (Tetragrammaton Records 1968 – Soundtrack); Harvey Mandel - ‘Cristo Redentor’ (Philips 1968); George Duke - ‘Inner Source’ (MPS 1971) Doug Clifford - ‘Doug Clifford’ (Fantasy 1972)
18 Jahre mit Santana:
'Caravanserai (1972), ‘Welcome’ (1973), ‘Borboletta’ (1974), ‘Lotus’ (1975), ‘Amigos’ (1976), ‘Inner Secrets’ (1978), ‘Marathon’ (1979), ‘Zebop!’ (1981), ‘Shango’ (1982), ‘Beyond Appearances’ (1985), ‘Freedom’ (1987), ‘Viva Santana’ (1988), ‘Spirits Dancing In The Flesh’ (1990), ‘Dance Of The Rainbow Serpent’ (1995) Carlos Santana solo - ‘Love, Devotion, Surrender’ (1973), ‘Illuminations’ (1974), ‘Oneness’ (1979), ‘The Swing Of Delight’ (1980), ‘Havana Moon’ (1983), ‘Blues for Salvador’ (1987)
Gastspiele ab den 1970ern:
Brenda Patterson – ‘Brenda Patterson’ (Playboy 1973) Albert Hammond – 'Albert Hammond' (Mums 1974) New Riders Of The Purple Sage - ‘Brujo’ (Columbia 1975) Roy Buchanan - ‘Rescue Me’ (Polydor 1975) Stoneground - ‘Flat Out’ (Flat Out 1976) Sly and The Family Stone – 'Heard You Missed Me, Well I'm Back' (CBS 1976) Alice Coltrane - ‘Eternity’ (Warner Brothers 1976) Gato Barbieri - ‘Tropico’ (A&M 1978) John McLaughlin - ‘Electric Guitarist’ (Columbia 1978) Rick James - ‘Street Songs’ (Motown 1981) Sister Sledge - ‘All American Girls’ (Cotillion 1981) Patti Austin - ‘Patti Austin’ (Qwest 1984) Aretha Franklin - ‘Who’s Zoomin’ Who’ (Arista 1985) Vital Information – ‘World Beat’ (Columbia 1986) Herbie Hancock & Foday Musa Suso - ‘Jazz Africa’ (Verve 1987) John Santos And The Machete Ensemble - ‘Africa Volume 1’ (Machete Records 1988) John Lee Hooker - ‘The Healer’ (Silvertone 1989) Tom Coster - ‘From Me To You’ (JVC 1990) Soundtrack - ‘The Mambo Kings’ (Elektra 1992) Linda Ronstadt - ‘Frenesi’ (Elektra 1992) Eric Clapton - ‘Crossroads II’ (Polydor 1996) Merl Saunders – 'Fiesta Amazonica' (Summertone 1997) John Santos And The Machete Ensemble – '20th Anniversary' (Machete Records 2005)
Video / DVD:
Herbie Hancock & Foday Musa Suso - ‘Jazz Africa’ (Polygram Music Video 1987), Santana: ‘Viva Santana’ (Columbia 1988), ‘Sesion Latina’ (Rhino Home Video 1989), Francisco Aguabella - ‘Sworn To The Drum’ (Flower Films 1995), Carlos Santana & Wayne Shorter – 'Live In Montreux' (VBPR 2005 – Film vom 1988er Konzert)

## Lexigraphische Einträge
- Wolf Kampmann (Hrsg.), unter Mitarbeit von Ekkehard Jost: Reclams Jazzlexikon. Reclam, Stuttgart 2003, ISBN 3-15-010528-5.